# Ajon (cráter)
Ajon es un cráter de impacto del planeta Marte situado a 16.7° Norte y 256.9° Oeste (16.5° Norte y 103.1° Este). El impacto causó una abertura de 8.4 kilómetros de diámetro en la superficie del cuadrángulo MC-14NW del planeta. El nombre fue aprobado en 1988 por la Unión Astronómica Internacional en honor a la localidad de Ajon (Rusia).